# 12355 Coelho
12355 Coelho este un asteroid din centura principală de asteroizi.

## Descriere
12355 Coelho este un asteroid din centura principală de asteroizi. A fost descoperit pe 18 august 1993 la Caussols de Eric Walter Elst. Asteroidul prezintă o orbită caracterizată de o semiaxă mare de 2,84 ua, o excentricitate de 0,07 și o înclinație de 1,7° în raport cu ecliptica.